# جولیا سبوتینده
جولیا سبوتینده (زاده ۲۸ فوریه ۱۹۵۴) قاضی و حقوقدان اوگاندایی است. وی از مارس ۲۰۲۱ قاضی دادگاه بین‌المللی بوده و اولین زن آفریقایی است که در دادگاه بین‌المللی حضور دارد.

## معرفی
جولیا سبوتینده در ۲۸ فوریه ۱۹۵۴ در کامپالا در کشور اوگاندا زاده شد. وی تحصیلات خود را در اوگاندا به پایان رساند. او در دانشگاه ماکرر در سال ۱۹۷۷ در رشته حقوق در مقطع لیسانس تحصیلات خود را ادامه داد. وی در سال ۱۹۹۰ به اسکاتلند رفت و در دانشگاه ادینبورگ، تحصیلات خود را در رشته حقوق در مقطع کارشناسی ارشد با درجه ممتاز از دانشگاه ادینبورگ به پایان رساند. در سال ۲۰۰۹ دانشگاه ادینبورگ به پاس قدردانی از کمک‌های او به خدمات حقوقی و قضایی، مدرک دکترای حقوق را به وی اهدا کرد. سبوتینده در سال ۲۰۰۷ به سمت قاضی دادگاه سیرالئون منصوب شد.
او از مارس ۲۰۲۱ قاضی دادگاه بوده و اولین زن آفریقایی است که در دادگاه بین‌المللی حضور دارد.

## سوابق قضایی
سبوتینده یکی از سه قاضی دادگاه چالز تیلور، رییس جمهور سابق لیبریا به دلیل ارتکاب جنایات جنگی در سیرالئون بود. دادگاه ویژه تیلور را به دلیل جنایات جنگی مجرم شناخته و به ۵۰ سال زندان محکوم کرد.
سبوتینده در سال ۲۰۲۴ تنها قاضی بود که علیه تمام اقدامات مورد نظر آفریقای جنوبی در پرونده نسل‌کشی علیه اسرائیل رای منفی داد. وی اختلاف مردم فلسطین و اسرائیل را از نظر تاریخی یک اختلاف سیاسی توصیف کرد و اینکه این اختلاف حقوقی قابل رسیدگی توسط دادگاه نیست.